# Symperga
Symperga är ett släkte av skalbaggar. Symperga ingår i familjen långhorningar.
Kladogram enligt Catalogue of Life:
| Symperga | \| \| Symperga balyi \| \| \| \| \| \| Symperga puncticollis \| \| \| \| |
|          | \| \| Symperga balyi \| \| \| \| \| \| Symperga puncticollis \| \| \| \| |
|          | Symperga balyi                                                           |
|          |                                                                          |
|          | Symperga puncticollis                                                    |
|          |                                                                          |